# Euprophantis autoglypta
Euprophantis autoglypta là một loài bướm đêm thuộc họ Gracillariidae. Nó được tìm thấy ở Ấn Độ và Indonesia (Java).